# Уилер, Люсиль
Люсиль Уилер, в замужестве Вон (англ. Lucile Wheeler-Vaughan; род. 14 января 1935, Сен-Жовит) — канадская горнолыжница, выступавшая в слаломе, гигантском слаломе и скоростном спуске. Представляла сборную Канады по горнолыжному спорту на всём протяжении 1950-х годов, бронзовая призёрка зимних Олимпийских игр в Кортина-д’Ампеццо, двукратная чемпионка мира, трёхкратная чемпионка канадского национального первенства.

## Биография
Люсиль Уилер родилась 14 января 1935 года в городе Сен-Жовит провинции Квебек, Канада. Впервые встала на лыжи в возрасте двух лет, тренировалась на расположенных неподалёку склонах Лаврентийских гор.
В десять лет уже на равных состязалась со взрослыми спортсменами, в частности заняла седьмое место в скоростном спуске на соревнованиях в горнолыжном курорте Мон-Трамблан, куда допускались лыжники всех возрастов. В 1947 году одержала победу на чемпионате Канады среди юниоров. В 1950 году в четырнадцать лет вошла в состав взрослой канадской национальной сборной, собранной для участия в чемпионате мира в Аспене, однако родители не разрешили ей поехать, посчитав, что пропуск уроков в школе плохо скажется на её учёбе.
В 1952 году Уилер всё же слала полноценным членом горнолыжной команды Канады и благодаря череде удачных выступлений удостоилась права защищать честь страны на зимних Олимпийских играх в Осло. Показала на этой Олимпиаде не очень высокие результаты: 26 место в слаломе, 27 места в гигантском слаломе и скоростном спуске.
Заметив у своей дочери талант к горнолыжному спорту, родители позволили ей провести несколько тренировочных сборов в австрийском Кацбюэле, где она получила возможность практиковаться вместе с сильнейшими представителями этого вида спорта — это привело к заметному улучшению её навыков. На мировом первенстве 1954 года в Оре Уилер показала седьмой результат в скоростном спуске и восемнадцатый в гигантском слаломе.
Находясь в числе лидеров канадской национальной сборной, благополучно прошла отбор на Олимпийские игры 1956 года в Кортина-д’Ампеццо — на сей раз в слаломе была дисквалифицирована во время выполнения второй попытки, в гигантском слаломе финишировала шестой, тогда как в программе скоростного спуска завоевала бронзовую олимпийскую медаль, пропустив вперёд только швейцарских горнолыжниц Мадлен Берто и Фриду Денцер.
Став бронзовой олимпийской призёркой, Люсиль Уилер осталась в канадской горнолыжной команде и продолжила принимать участие в крупнейших международных соревнованиях. Так, в 1958 году она побывала на чемпионате мира в Бадгастайне, откуда привезла две награды золотого достоинства и одну серебряного. За эти выдающиеся достижения получила Приз имени Лу Марша, ежегодно вручающийся лучшему спортсмену страны, а также была введена в Канадский олимпийский зал славы.
Завершив в 1959 году спортивную карьеру, работала инструктором по горнолыжному спорту. В 1960 году вышла замуж за американского футболиста Кая Вона и взяла его фамилию, впоследствии родила двоих детей.
В 1976 году была награждена орденом Канады и вошла в Зал славы канадского спорта. Является также членом американского Национального зала славы лыжного спорта.